# Anablepsoides amphoreus
Anablepsoides amphoreus är en fiskart som beskrevs av Huber, 1979. Arten ingår i släktet Anablepsoides, och familjen Rivulidae. Inga underarter finns listade i Catalogue of Life.